# Головченко Марія Мусіївна
Марія Мусіївна Головченко (нар. 1933, село Роги, тепер Уманського району Черкаської області — ?) — українська радянська діячка, новатор виробництва, слюсар Тальнівського цукрового заводу Черкаської області. Депутат Верховної Ради УРСР 5-го скликання.

## Життєпис
Народилася у селянській родині. Батьки загинули під час німецької окупації.
З 1944 року виховувалася в Уманському дитячому будинку. Закінчила школу фабрично-заводського навчання, де здобула кваліфікацію слюсаря-інструментальника.
З 1951 року — слюсар-інструментальник Тальнівського цукрового заводу Черкаської області. Працювала також сатуратницею цукрового заводу під час сезону цукроваріння. Закінчила вечірню середню школу робітничої молоді.

## Нагороди
- орден Трудового Червоного Прапора (7.03.1960)